# 2001年美國電影學會獎
2001年美國電影學會獎（英語：American Film Institute Awards 2001）為表彰2001年年度最佳電影與電視劇。

## 電影

### 年度電影
- 《指環王：護戒使者》
  - 《美麗心靈》
  - 《黑鷹計劃》
  - 《不倫之戀》
  - 《缺席的男人（英语：The Man Who Wasn't There (2001 film)）》
  - 《凶心人》
  - 《孽愛傷痕》
  - 《情陷紅磨坊》
  - 《穆赫蘭大道》
  - 《史瑞克》

### 年度導演
- 勞勃·阿特曼 – 《高斯福大宅謀殺案》
  - 塔德·菲爾德（英语：Todd Field） – 《不倫之戀》
  - 大衛·林奇 – 《穆赫蘭大道》
  - 雷利·史考特 – 《黑鷹計畫》

### 年度電影男演員
- 丹澤爾·華盛頓 – 《訓練日》
  - 羅素·高爾 – 《美麗心靈》
  - 比利·鮑伯·松頓 – 《缺席的男人（英语：The Man Who Wasn't There (2001 film)）》
  - 湯姆·威爾金森 – 《不倫之戀》

### 年度電影女演員
- 西席·斯貝西克 – 《不倫之戀》
  - 荷莉·貝瑞 – 《孽愛傷痕》
  - 絲塔可·錢寧 – 《陌生人的事（英语：The Business of Strangers）》
  - 妮奧米·瓦茲 – 《穆赫蘭大道》

### 年度電影特色男演員
- 金·哈克曼 – 《天才一族》
  - 史蒂夫·布西密 – 《幽靈世界》
  - 布萊恩·考克斯 – 《少男初體驗（英语：L.I.E.）》
  - 東尼·沙霍柏 – 《缺席的男人（英语：The Man Who Wasn't There (2001 film)）》

### 年度電影特色女演員
- 珍妮佛·康納莉 – 《美麗心靈》
  - 凱特·布蘭切特 – 《終極土匪（英语：Bandits (2001 film)）》
  - 卡麥蓉·狄亞茲 – 《香草天空》
  - 弗朗西絲·奧康納（英语：Frances O'Connor） – 《AI人工智慧》

### 年度製作設計
- 格蘭特·馬傑伊（英语：Grant Major） – 《指環王：護戒使者》
  - 史蒂芬·奧爾特曼 – 《高斯福大宅謀殺案》
  - 瑞克·卡特（英语：Rick Carter） – 《AI人工智慧》
  - 亞瑟·邁克斯（英语：Arthur Max） – 《黑鷹計畫》

### 年度數位特效藝術家
- 吉姆·瑞吉爾（英语：Jim Rygiel） – 《指環王：護戒使者》
  - 尼克·戴維斯（英语：Nick Davis (visual effects supervisor)）、羅傑·蓋耶特（英语：Roger Guyett）、勞勃·李加多（英语：Robert Legato） – 《哈利波特：神秘的魔法石》
  - 斯科特·法勒（英语：Scott Farrar）、丹尼斯·穆倫（英语：Dennis Muren） – 《AI人工智慧》
  - 鮑伯·紗布斯頓（英语：Bob Sabiston） – 《夢醒人生（英语：Waking Life）》

### 年度攝影師
- 羅傑·狄金斯 – 《缺席的男人（英语：The Man Who Wasn't There (2001 film)）》
  - 艾瑞克森·寇爾 – 《玩命關頭》
  - 斯瓦沃米爾·伊茲克（英语：Sławomir Idziak） – 《黑鷹計劃》
  - 亞努斯·卡明斯基 – 《AI人工智慧》

### 年度編劇
- 克里斯托弗·諾蘭 – 《凶心人》
  - 丹尼爾·克勞斯（英语：Daniel Clowes）、泰利·茨威戈夫（英语：Terry Zwigoff） – 《幽靈世界》
  - 羅伯特·費斯汀格、塔德·菲爾德（英语：Todd Field） – 《不倫之戀》
  - 阿奇瓦·高斯曼 – 《美麗心靈》

### 年度作曲家
- 克雷格·阿姆斯特朗 – 《情陷紅磨坊》
  - 安傑洛·貝德拉曼堤（英语：Angelo Badalamenti） – 《穆赫蘭大道》
  - 帕特里克·道爾 – 《高斯福大宅謀殺案》
  - 霍華德·肖 – 《指環王：護戒使者》

### 年度剪輯
- 吉兒·比爾庫克（英语：Jill Bilcock） – 《情陷紅磨坊》
  - 道狄·多恩（英语：Dody Dorn） – 《凶心人》
  - 皮托·史凱利亞（英语：Pietro Scalia） – 《黑鷹計劃》
  - 提姆·史圭雅斯（英语：Tim Squyres） – 《高斯福大宅謀殺案》

## 電視

### 年度劇情類影集
- 《黑道家族》（HBO）
  - 《吸血鬼獵人巴菲》（UPN）
  - 《六呎風雲》（HBO）
  - 《白宮群英》（NBC）

### 年度喜劇類影集
- 《人生如戲》（HBO）
  - 《人人都愛雷蒙德》（CBS）
  - 《左右做人難》（FOX）
  - 《慾望城市》（HBO）

### 年度迷你劇
- 《兄弟連》（HBO）
  - 《安妮日記：始末（英语：Anne Frank: The Whole Story）》（ABC）
  - 《捍衛公理（英语：Boycott (2001 film)）》（HBO）
  - 《納粹大屠殺》（HBO）

### 年度電視影集男演員
- 詹姆士·甘多費尼 – 《黑道家族》
  - 米高·C·賀爾 – 《六呎風雲》
  - 契·麥克布萊德（英语：Chi McBride） – 《高校風雲》
  - 雷·羅曼諾 – 《人人都愛雷蒙德》

### 年度電視影集女演員
- 艾迪·法柯 – 《黑道家族》
  - 艾莉森·珍妮 – 《白宮群英》
  - 貞·卡茲瑪瑞克（英语：Jane Kaczmarek） – 《左右做人難》
  - 桃樂絲·羅伯茲（英语：Doris Roberts） – 《人人都愛雷蒙德》

### 年度電視電影及迷你劇男演員
- 傑佛瑞·萊特 – 《捍衛公理（英语：Boycott (2001 film)）》
  - 簡尼夫·班納 – 《納粹大屠殺》
  - 本·金斯利 – 《安妮日記：始末（英语：Anne Frank: The Whole Story）》
  - 喬凡尼·瑞比西 – 《射進心房（英语：Shot in the Heart）》

### 年度電視電影及迷你劇女演員
- 茱蒂·戴維斯 – 《茱蒂·嘉蘭的人生：我與我的影子（英语：Life with Judy Garland: Me and My Shadows）》
  - 塔米·布蘭切特（英语：Tammy Blanchard） – 《茱蒂·嘉蘭的人生：我與我的影子》
  - 菲莉莎·瑞沙德（英语：Phylicia Rashad） – 《The Old Settler》
  - 漢娜·泰勒-高登（英语：Hannah Taylor-Gordon） – 《安妮日記：始末（英语：Anne Frank: The Whole Story）》

## 外部連結
- 官方网站（英文）